# Lady Diana Cooper
Diana Olivia Winifred Maud Cooper (Londres, 29 de agosto de 1893 – Castillo de Belvoir, 16 de junio de 1986), conocida principalmente como Lady Diana Cooper, fue una actriz y miembro de la alta sociedad británica.

## Nacimiento y juventud
Su verdadero nombre era Diana Manners. Era la hija más joven de Henry Manners, 8.º duque de Rutland, y de Violet Lindsay, pero se ha supuesto que el padre biológico de Diana fue el escritor Henry Cust. De joven era considerada una de las más bellas mujeres de Inglaterra, apareciendo en incontables retratos, fotografías y artículos en periódicos y revistas.[cita requerida]
En la década de 1910 formó parte activa de The Coterie, un influyente grupo de jóvenes aristócratas e intelectuales ingleses, cuya importancia y número se vio reducido a causa de la Primera Guerra Mundial. Lady Diana fue la más famosa del grupo, en el cual se incluía a Raymond Asquith (hijo del primer ministro Herbert Henry Asquith), Patrick Shaw-Stewart, Edward Horner, Denis Anson y Duff Cooper.  Tras la muerte súbita de Asquith, Horner, Shaw-Stewart, y Anson, los dos primeros en la guerra y el tercero ahogado, Diana se casó con Duff Cooper, uno de los últimos supervivientes de su círculo de amigos, en junio de 1919. No fue un matrimonio bien recibido por la familia de ella, puesto que sus padres esperaban que se casara con Eduardo VIII del Reino Unido. 
En 1929 tuvo su único hijo, John Julius Norwich, que fue escritor y presentador de televisión.

## Carrera como actriz
Tras trabajar como enfermera durante la guerra y como editora de la revista Femina, escribió una columna en periódicos pertenecientes a William Max Aitken antes de dedicarse al teatro, interpretando a la Madonna en la reposición de The Miracle (dirigida por Max Reinhardt). La obra consiguió un gran éxito internacional, y ella viajó durante dos años representándola. Lady Diana posteriormente actuó en varios filmes mudos, incluyendo las primeras películas británicas en color.

## Personaje social, esposa y embajadora
En 1924 Duff Cooper ganó la elección al Parlamento, mientras su esposa seguía siendo una celebridad social. Su reputación fue aún mayor en Francia como centro del mundo literario francés inmediatamente posterior a la Segunda Guerra Mundial, al ser su marido destinado a Francia como embajador de Gran Bretaña. Durante este período la popularidad de Lady Diana como anfitriona permaneció intacta, aun a pesar de que la lista de invitados de la embajada incluía a personas sospechosas de colaboracionismo durante la guerra.
Tras el retiro de Duff Cooper en 1947, siguieron viviendo en Francia, en Chantilly, hasta la muerte de él en 1954, antes, en 1952, fue nombrado vizconde Norwich por sus servicios a la nación. Sin embargo, Lady Diana rechazó ser llamada vizcondesa Norwich, diciendo que sonaba como "porridge (gachas)". A este efecto, hizo un anuncio oficial en The Times, afirmando que, independientemente del estatus de su marido y del suyo propio, continuaría siendo conocida como Lady Diana Cooper.

## Últimos años
Lady Diana redujo drásticamente sus actividades en los últimos años de la década de 1950, pero escribió tres volúmenes de memorias: The Rainbow Comes and Goes, The Lights of Common Day, y Trumpets from the Steep. Falleció en Londres en 1986, a los 93 años de edad.

## Libros acerca de Lady Diana
Philip Ziegler escribió Diana Cooper: A Biography (ISBN 0-241-10659-1) en 1981, publicada por Hamish Hamilton. Varios escritores se inspiraron en ella para idear sus novelas, como Evelyn Waugh, quien creó al personaje Mrs Stitch de Sword of Honour inspirado en ella y Nancy Mitford, que la retrató como la narcisista Lady Leone en No se lo digas a Alfred. En el cuento de Francis Scott Fitzgerald "The Jelly-bean", el personaje Nancy Lamar afirma que ella quería ser como Lady Diana.

## Títulos
Estos son los títulos formales de Lady Norwich; sin embargo, continuó siendo llamada después de 1952, a solicitud suya, Lady Diana Cooper.
- Lady Diana Manners (1892-1919)
- Lady Diana Cooper (1919-1952)
- Vizcondesa Norwich (1952-1954)
- Vizcondesa viuda de Norwich (1954-1986)